# Roy Hegreberg
Roy Hegreberg (25 de març de 1981) va ser un ciclista noruec, professional des del 2004 al 2011. Un cop retirat s'ha dedicat a la direcció esportiva.
El seu germà Morten també competí en ciclisme professional.

## Palmarès
- 2005
  - Vencedor d'una etapa al Gran Premi Ringerike
- 2006
  -  Campió de Noruega en critèrium
- 2010
  - Vencedor d'una etapa a la Volta als Pirineus